# Lew Landers
Lew Landers (* 2. Januar 1901 in New York City als Louis Friedlander; † 16. Dezember 1962 in Palm Desert, Kalifornien) war ein US-amerikanischer Filmregisseur.

## Leben und Karriere
Lew Landers war einer der profiliertesten und vielbeschäftigsten B-Movie-Regisseure seiner Generation. Von 1934 bis zu seinem Tod war er für insgesamt über 140 Spielfilme verantwortlich. Seine ersten Filme drehte er vor allem bei Universal Studios, darunter auch seinen heute vielleicht bekanntesten – Der Rabe, einen auch bei der Filmkritik geschätzten Horrorfilm mit Bela Lugosi und Boris Karloff in den Hauptrollen. Mit Karloff drehte er später noch die Horrorkomödie The Boogie Man Will Get You (1942), mit Bela Lugosi den Vampirfilm The Return of the Vampire (1943). Im Laufe seiner Karriere inszenierte Landers Werke mit weiteren prominenten Schauspielern wie Peter Lorre,  Joan Fontaine, Paul Henreid, Gene Autry, Tim Holt, Jon Hall, Richard Dix, Edmond O’Brien, Harry Carey, Warner Baxter, Louis Hayward, Lucille Ball, Freddie Bartholomew, Dorothy Malone, Victor McLaglen sowie Erich von Stroheim.
Im späteren Verlauf seiner Karriere arbeitete Landers oftmals für RKO Pictures oder Columbia, wobei er meist unter hohem Zeitdruck und geringen Produktionskosten drehen musste. Landers war in den 1940er-Jahren für mehrere der „Bosten Blackie“-Kriminalfilme mit Chester Morris in der Hauptrolle verantwortlich. Anfang der 1950er-Jahre drehte er zwei Abenteuerfilme mit Johnny Weissmüller, der mit diesen letztlich vergeblich an seine Tarzan-Erfolge anknüpfen wollte. Ab 1954 verlagerte Landers seinen Schwerpunkt auf die Fernseharbeit, wo er zahlreiche Episoden verschiedener Fernsehserien inszenierte. Er starb im Dezember 1962 im Alter von 61 Jahren an einem Herzinfarkt. Posthum erschien im folgenden Jahr der Independentfilm Terrified. Lew Landers ist im Chapel of the Pines Crematory in Los Angeles bestattet.

## Filmografie (Auswahl)
- 1934: The Vanishing Shadow
- 1934: Der Präriereiter (The Red Rider)
- 1935: Der Rabe (The Raven)
- 1937: Living on Love
- 1937: Flight from Glory
- 1937: The Man Who Found Himself
- 1938: Pacific Liner
- 1938: Condemned Women
- 1938: Crashing Hollywood
- 1938: The Affairs of Annabel
- 1938: Annabel Takes a Tour
- 1940: Ski Patrol
- 1941: Ridin’ on a Rainbow
- 1942: Atlantic Convoy
- 1942: Alias Boston Blackie
- 1942: The Boogie Man Will Get You
- 1942: And Their Families (Kurzfilm)
- 1943: Die Rückkehr der Vampire (The Return of the Vampire)
- 1943: After Midnight with Boston Blackie
- 1945: The Mask of Diijon
- 1945: The Enchanted Forest
- 1945: The Power of the Whistler
- 1946: A Close Call for Boston Blackie
- 1947: Der Colt sitzt locker (Thunder Mountain)
- 1948: Reise ins Verderben (Inner Sanctum)
- 1950: Auf dem Kriegspfad (Davy Crockett, Indian Scout)
- 1950: Der letzte Freibeuter (Last of the Buccaneers)
- 1951: Als die Rothäute ritten (When the Redskins Rode)
- 1951: Jungle Manhunt
- 1951: Der rote Falke von Bagdad (The Magic Carpet)
- 1952: Schrei aus dem Dschungel (Jungle Jim in the Forbidden Land)
- 1952: Teufelskerle des Ozeans (Torpedo Alley)
- 1952: Kalifornien in Flammen (California Conquest)
- 1953: Spionagenetz Tanger (Tangier Incident)
- 1953: Der Mann im Dunkel (Man in the Dark)
- 1954: Captain Kidd und das Sklavenmädchen (Captain Kidd and the Slave Girl)
- 1954–1955: Topper (Fernsehserie, 19 Folgen)
- 1955–1957: Die Texas Rangers (Fernsehserie, 22 Folgen)
- 1956–1959: Rin-Tin-Tin (Fernsehserie, 22 Folgen)
- 1957: Alarm im Hafen (Harbor Command) (Fernsehserie, 14 Folgen)
- 1959/1960: Maverick (Fernsehserie, 2 Folgen)
- 1963: Terrified